# Comté de Jasper (Iowa)
Pour les articles homonymes, voir Comté de Jasper.
Le comté de Jasper est un comté de l'État de l'Iowa, aux États-Unis.